# Johann Joachim Bellermann

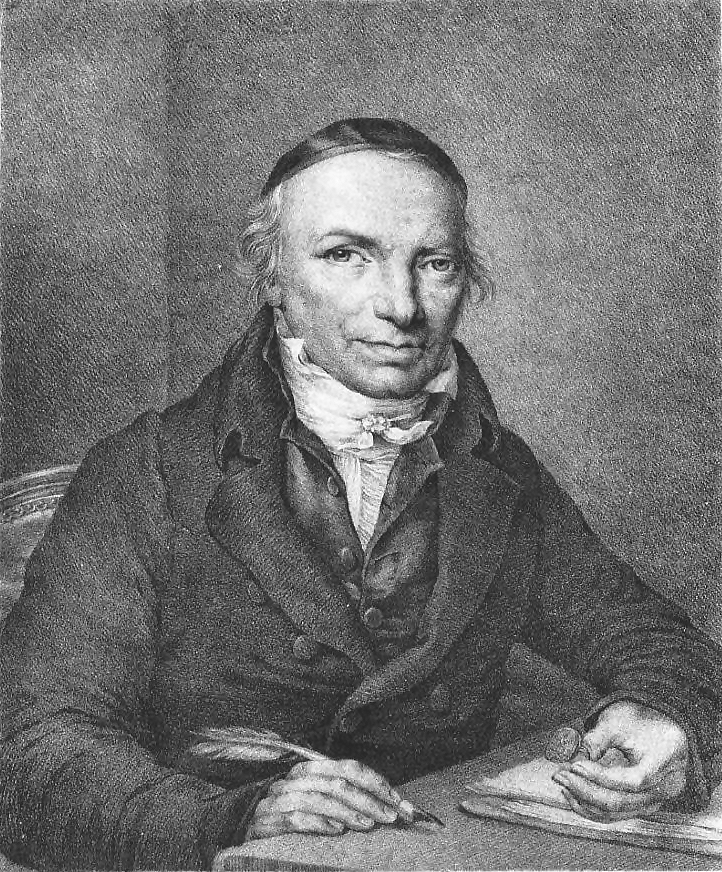
Johann Joachim Bellermann (1820)

Johann Joachim Bellermann (* 23. September 1754 in Erfurt; † 25. Oktober 1842 in Berlin) war ein deutscher Philologe, Theologe und Semitist.

## Leben
Bellermann war der Sohn des Perückenmachers und Wollwarenfabrikanten Johann Martin Bellermann (1716–1800) und dessen 2. Ehefrau Kunigunde Elisabeth (geborene Nonne, 1723–1793), einer Schwester des Porzellanfabrikanten Christian Nonne (1733–1813). Sein älterer Bruder war Johann Philipp Bellermann (1745–1819), der nach Rudolstadt übersiedelte. Sein jüngerer Bruder Johann Bartholomäus Bellermann (1756–1833) wurde Maler und Xylothekhersteller. Bellermann besuchte zunächst die evangelischen Schule der Barfüßer-Kirche und von 1768 bis 1772 das Evangelische Ratsgymnasium in Erfurt. Anschließend begann er an der Universität Erfurt bis Ostern 1775 Philosophie und Theologie zu studieren. Er hörte Vorlesungen zu Arabisch und Hebräisch bei Justus Friedrich Froriep, zur Staatengeschichte bei Johann Georg Meusel, sowie zur Philosophie und Logik bei Johann Christian Lossius und setzte das Studium der klassischen Philologie in Göttingen bei Christian Gottlob Heyne, Jeremias Nicolaus Eyring und Eberhard Gottlob Glandorf (1750–1794) fort. Im Bereich der theologischen und orientalischen Studien waren unter anderem Johann David Michaelis, Johann Peter Miller und Christian Wilhelm Franz Walch seine Lehrer.
Da er bereits 1776 vor dem geistlichen Ministerium zu Erfurt die Prüfung als Kandidat des Predigtamtes abgelegt und bestanden hatte, begab sich Bellermann nach Russland, wo er von 1778 bis 1781 eine Stelle als Hauslehrer und Erzieher in Estland beim Baron Clodt von Jürgensburg in Peuth, Kindes und Reval annahm. Im Winter 1781 ging er nach Sankt Petersburg, um dort zu privatisieren. 1782 kehrte er nach Deutschland zurück, habilitierte sich an der Universität Erfurt und wurde am 13. Februar 1784 Professor an dieser Einrichtung. 1794 übernahm Bellermann das Amt des Direktors des Ratsgymnasiums in Erfurt, erhielt aber bereits 1803 ein Angebot der Universität Dorpat zur Übernahme einer Professur für Kirchengeschichte und theologische Literatur, was er jedoch ausschlug. Dagegen folgte er 1804 dem Ruf an das Berlinische Gymnasium zum Grauen Kloster zur Übernahme der Leitung als Nachfolger des Pädagogen Friedrich Gedeke. Er übersiedelte samt Familie in die damalige preußische Hauptstadt. Er wohnte in Alt-Berlin, Lehmgasse 14–17.
Nach Gründung der Universität wurde er an dieser Bildungseinrichtung außerordentlicher Professor der Theologie und Konsistorialrat. Im Jahr 1818 wurde er Konsistorialrat und 1833 wurde er in die Gelehrtenakademie Leopoldina aufgenommen.
In seinem Amt am Grauen Kloster setzte sich Bellermann dafür ein, den Naturwissenschaften in der Unterrichtung mehr Raum zu geben, es gelang ihm auch, den schon abgeschafften Musikunterricht wieder in den Unterricht aufzunehmen. Am Gebäudekomplex ließ er etliche bauliche Verbesserungen ausführen. Er holte namhafte Persönlichkeiten an diese Schule, unter anderem Friedrich Ludwig Jahn. Im Jahr 1828 gab er die Leitung der Bildungseinrichtung ab. Sein Sohn Johann Friedrich Bellermann (1795–1874) wurde ebenfalls Lehrer und übernahm 1819 hier eine Lehraufgabe, 1847 das Amt des Direktors dieser Einrichtung, die er bis 1867 erfolgreich weiterführte.

## Freimaurerei
Während eines Aufenthaltes in Reval wurde Bellermann 1778 in die dortige Freimaurerloge Zur Bruderkette aufgenommen. Nach seiner Rückkehr nach Erfurt nahm er an der Gründung der Loge Carl zu den drei Rädern, deren Mitglied und Redner er bis zu seinem Weggang nach Berlin war. In Berlin trat er am 13. April 1804 der Loge Zur Eintracht bei, wo er wiederum bis 1812 als Redner fungierte. Er wurde 1809 Mitglied der Großloge und 1817 im Bundesdirektorium der Großen National-Mutterloge Zu den drei Weltkugeln sowie 1828 zugeordneter Nationalgroßmeister. Nach 60-jähriger Tätigkeit im Bund der Freimaurer legte er 1839 das Amt nieder und wurde zum Ehrengroßmeister ernannt.

## Auszeichnungen
- 1824 Ritter des Roter Adlerorden 3. Klasse
- 1833 Verleihung der Schleife zum Roten Adlerorden 3. Klasse

## Familie
Bellermann heiratete am 22. August 1790 in der Barfüßerkirche Christine Dorothea Juliane (geborene Schorch, 1769–1857), eine Tochter des Ratsmeisters Heinrich Wilhelm Schorch und dessen Frau Juliane Christiana Magdalena (geborene Reinhardt). Das Paar hatte mehrere Kinder:
- Christian Friedrich Bellermann, Theologe
- Johann Friedrich Bellermann, Philologe
- Friederike Bellermann (1805–1885) ⚭ 1822 Karl August Sigismund Schultze

Bellermann starb am 25. Oktober 1842 und wurde auf dem St.-Marien- und St.-Nikolai-Friedhof I im Berliner Ortsteil Prenzlauer Berg beigesetzt.

## Schriften (Auswahl)
- Handbuch der biblischen Literatur etc. 2. Auflage. Erfurt 1796–1804, 4 Bände.
- Almanach der neuesten Fortschritte, Erfindungen und Entdeckungen in den spekulativen und positiven Wissenschaften. Keyser, Erfurt 1802 (archive.org).
- De usu paleographiae Hebraicae ad explicanda Biblio Sacra. Hennings, Halle/Erfurt 1804 (Digitalisat). Theologische Dissertationsschrift samt Lebenslauf und Schriftenverzeichnis.
- Bemerkungen über phönikische und punische Münzen. 4 Programme. Erfurt 1812–1816.
- Geschichtliche Nachrichten aus dem Altertum über Essäer und Therapeuten. Berlin 1821.
- Das graue Kloster in Berlin mit seinen alten Denkmälern. 4 Teile, Dieterici, Berlin 1823–1826 (Teil 1: Digitalisat, Teil 4: Digitalisat – mit Lebenslauf).
- Die Urim und Thummim, die ältesten Gemmen. Ein Beitrag zur biblische-hebräischen Alterthumskunde. Verlag der Nicoleischen Buchhandlung, Berlin 1824 (archive.org).